# Exploit (jeu en ligne)
Pour les articles homonymes, voir Exploit.
Dans l'univers des jeux vidéo, un exploit (/ˈɛksplɔɪt/) (ou glitch) est l'utilisation d'un bug ou d'un défaut de conception par les joueurs pour gagner un avantage d'une façon non prévue par les développeurs. C'est un cas particulier parmi le cas général des exploits en informatique où le joueur « exploite » une vulnérabilité du jeu.
Un exploit peut-être considéré comme une forme de triche,. Cependant, c'est un sujet qui porte à controverse : les raisons principales étant qu'un exploit fait partie intégrante du jeu et qu'il n'y a pas besoin d'un programme tiers pour en tirer profit,.